# Guerra elettronica
La guerra elettronica (in inglese electronic warfare, abbreviato in EW) comprende ogni azione riguardante l'uso dello spettro elettromagnetico o di energia diretta a controllare lo spettro delle emissioni radio, finalizzata all'attacco a forze nemiche, o l'impedimento di un assalto nemico tramite lo spettro elettromagnetico. Lo scopo della guerra elettronica è di sviluppare un vantaggio tattico e strategico nell'uso dello spettro elettromagnetico. La EW può essere generata dal mare, cielo e terra, e spazio, e avere come bersagli sistemi meccanici, robotici, umani, comunicazioni, radar e altre risorse.

## Tipologie
Le moderne tecniche di guerra elettronica si suddividono in tre componenti principali:
1. Attacco elettronico (Electronic Attack, EA); precedentemente contromisure elettroniche (Electronic Countermeasures, ECM)
2. Protezione elettronica (Electronic Protection, EP); precedentemente contro-contromisure elettroniche (Electronic Counter Countermeasures, ECCM)
3. Supporto elettronico (Electronic Support, ES); precedentemente misure di supporto elettronico (Electronic Support Measures, ESM)

### Attacco elettronico

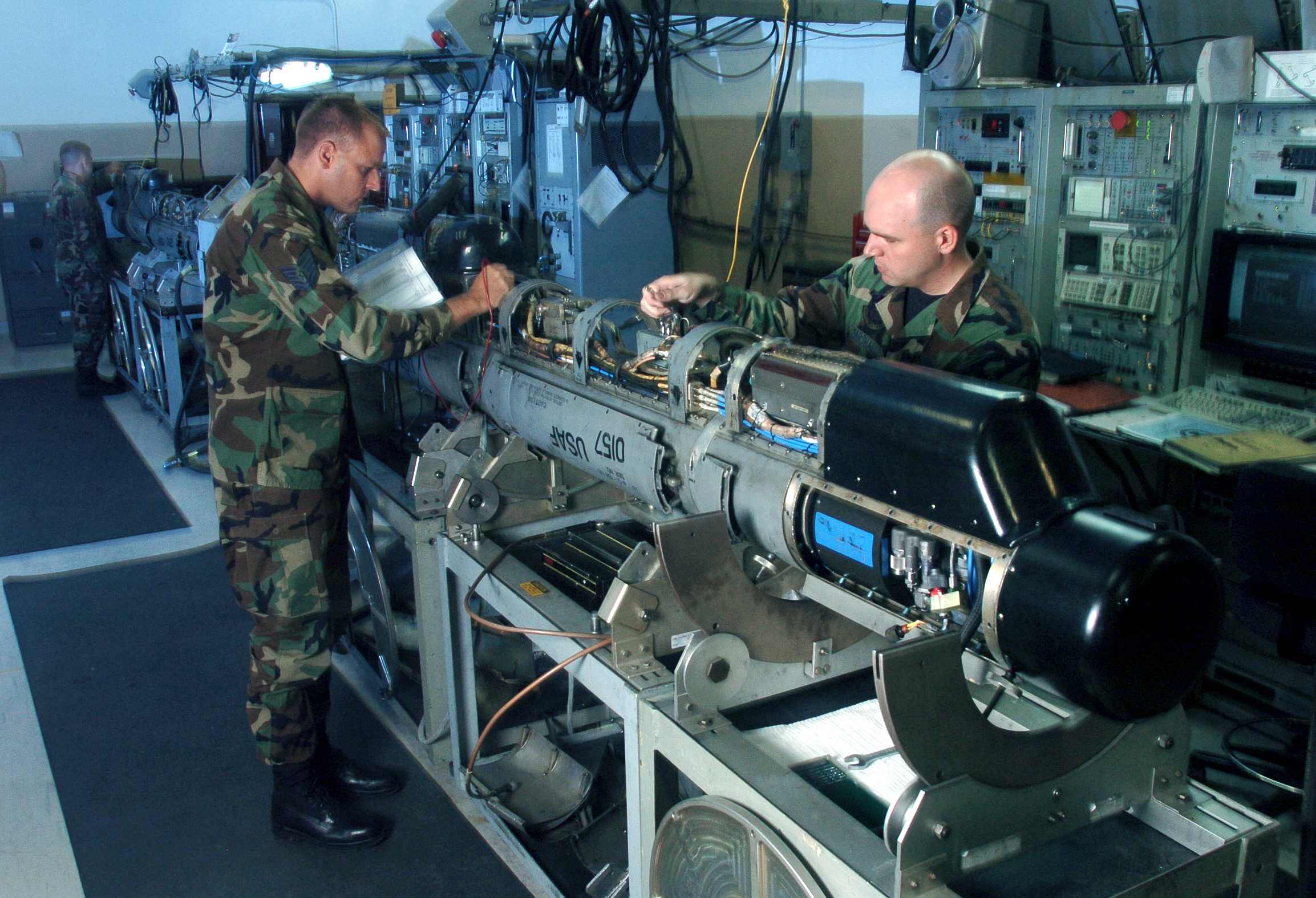
Manutenzione del pod di contromisure elettroniche (jamming pod) di un F-16

L'attacco elettronico (Electronic Attack, EA), o con precedente terminologia le contromisure elettroniche (ECM), consiste nell'uso attivo o passivo dello stesso spettro elettromagnetico per impedirne l'uso all'avversario. Si suddivide quindi in:
- EA attivo
  - disturbo (Noise Jamming)
  - inganno (Deceiver Jamming)
  - saturazione
  - impulsi elettromagnetici (EMP)
- EA passivo
  - cortine di disturbo (chaff)
  - ingannatori trainati (towed decoy)
  - ingannatori volanti (decoy)
  - riflettori radar
  - tecnologia stealth

Molte moderne tecnologie EA sono considerate informazioni classificate ai più alti livelli di sicurezza militare.

### Protezione elettronica/ECCM (Contro-Contromisure Elettroniche)

Radio SINCGARS di impiego standard per l'US Army. Implementa le moderne tecniche di ECCM

La protezione elettronica (Electronic Protection, EP), o con precedente terminologia contro-contromisure elettroniche o misure elettroniche protettive (ECCM o EPM), comprende tutte le attività mirate a rendere le EA nemiche meno efficaci attraverso tecniche di protezione, addestramento o adozione di accorgimenti nei riguardi di proprio personale, installazioni, equipaggiamenti o obiettivi.
La EP può essere implementata per evitare che le forze amiche siano affette dalle loro stesse EA. Anche in questo caso effettuiamo una suddivisione tra:
- EP attiva comprende l'adozione di modifiche tecniche agli apparati trasmittenti come, per esempio, il salto di frequenza o frequency-hopping e l'adozione di trasmissioni a banda larga, oppure le trasmissioni accelerate, nelle quali il messaggio viene compresso ed inviato, normalmente ad un satellite, a velocità ultra alta. Ancora, i trasmettitori, sia per fonia che per dati, vengono limitati in potenza e, quando possibile, resi fortemente direttivi in modo da ridurne l'intercettabilità.
- Sistemi di Crittografia per fare sì che il nemico non possa utilizzare le trasmissioni nemiche per trarne informazioni di grande importanza strategica
- EP passiva include attività quali l'addestramento degli operatori (restrizioni e controllo dell'uso dei sistemi di comunicazione e radar) e adattamento e modifica delle tattiche e operazioni sul campo di battaglia. Questo anche perché, con la triangolazione, è estremamente semplice rilevare la posizione del trasmettitore e renderlo bersaglio di salve di artiglieria o missili guidati da emettitori di segnale come lo HARM (High speed Anti Radiation Missile) o l'ALARM, usato anche dai Tornado dell'Aeronautica Militare Italiana. A terra, pertanto si usa posizionare i grossi trasmettitori lontano dal posto di comando o trasmettere con la potenza minima consentita dall'apparecchio, mentre in volo o in acqua, l'unica scelta è usare radar e radio con molta parsimonia.

### Supporto elettronico

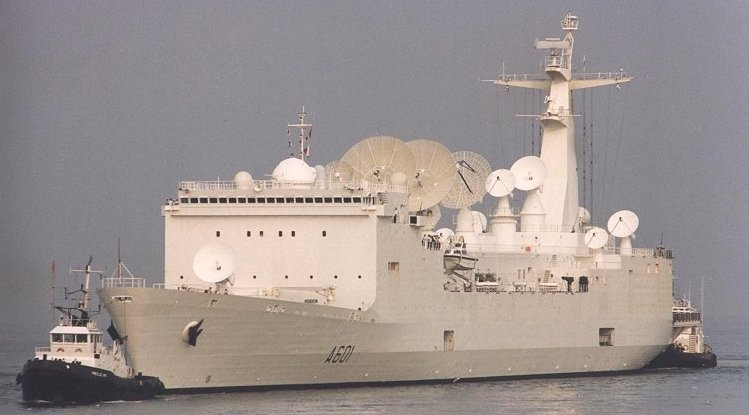
La nave francese Monge, classificata come un bâtiment d'essais et de mesures (BEM), all'arrivo nel porto di Le Havre (luglio 1999)

Il supporto elettronico (Electronic Support, ES), o con precedente terminologia misure di supporto elettronico (ESM), consiste nell'uso passivo dello spettro elettromagnetico con lo scopo di effettuare spionaggio in campo avverso per rilevare, identificare, localizzare e interpretare le potenziali minacce o i bersagli.

Le informazioni raccolte possono essere usate per generare:
- richieste di fuoco di artiglieria o di supporto di fuoco aereo (missioni Wild Weasel),
- per movimentare truppe amiche verso una località specifica o obiettivo del campo di battaglia,
- come base per successive attività di EA o EP.
- Cancellazione degli Echi di ritorno dei segnali Radar (Cancellazione Attiva )

Le EA possono essere scoperte dall'avversario, in quanto basate su trasmissioni di segnali radio. Le ES, al contrario, possono essere condotte in modalità completamente passiva e non rilevabile dagli avversari. Le attività ES si basano molto sulle tecniche di spionaggio definite SIGINT, continuamente poste in essere dalla maggior parte delle nazioni del mondo e mirate ad acquisire informazioni segrete sulle tattiche e sugli equipaggiamenti elettronici utilizzati dalle altre nazioni.

## Aerei specificamente destinati alla guerra elettronica
- Alenia C27-JEDI
- Fiat-Aeritalia G222VS
- Boeing ERB-47H Stratojet

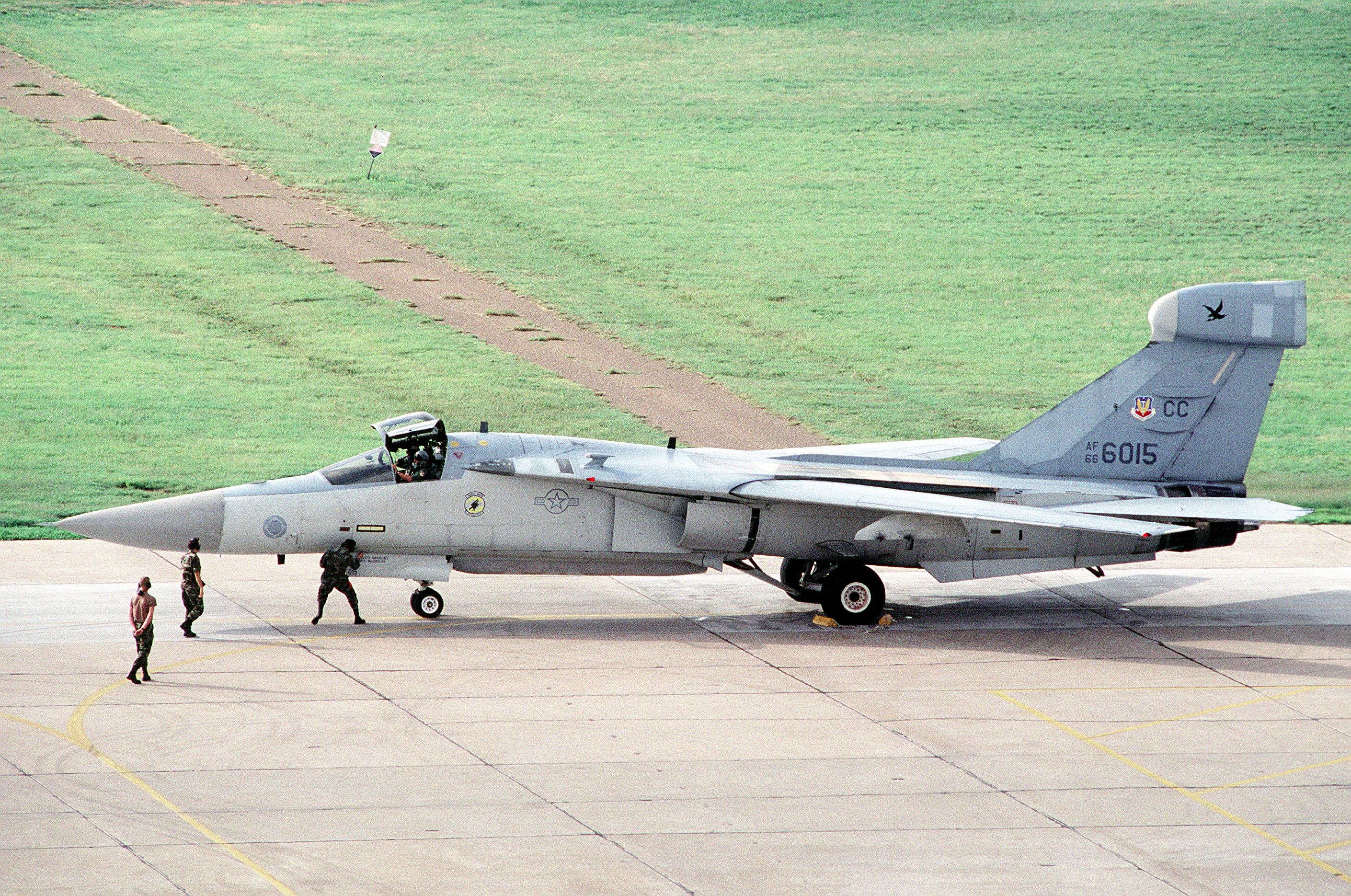
Un EF-111A "Raven" presso la Cannon AFB, Nuovo Messico

- Boeing RC-135 "Rivet Joint", "Cobra Ball" e "Combat Sent"
- Boeing E/A-18G Growler
- Douglas A-1 Skyraider
- Douglas EB-66B
- General Dynamics EF-111 Raven
- Grumman S-2 Tracker
- Grumman EA-6B Prowler
- Lockheed EC-121 Warning Star
- Lockheed EC-130E
- Lockheed EP-3
- Lockheed ES-3A Sea Shadow
- Martin EB-57 Canberra
- Panavia Tornado ECR
- Piaggio-Douglas PD-808 GE
- Saab J32E
- Shaanxi Y-8
- Transall C-160G Gabriel
- Sukhoi Su-24MP "Fencer-F"
- Tupolev Tu-16PP "Badger-H" e Tu-16RM "Badger-J"
- Tupolev Tu-160PP "Blackjack"

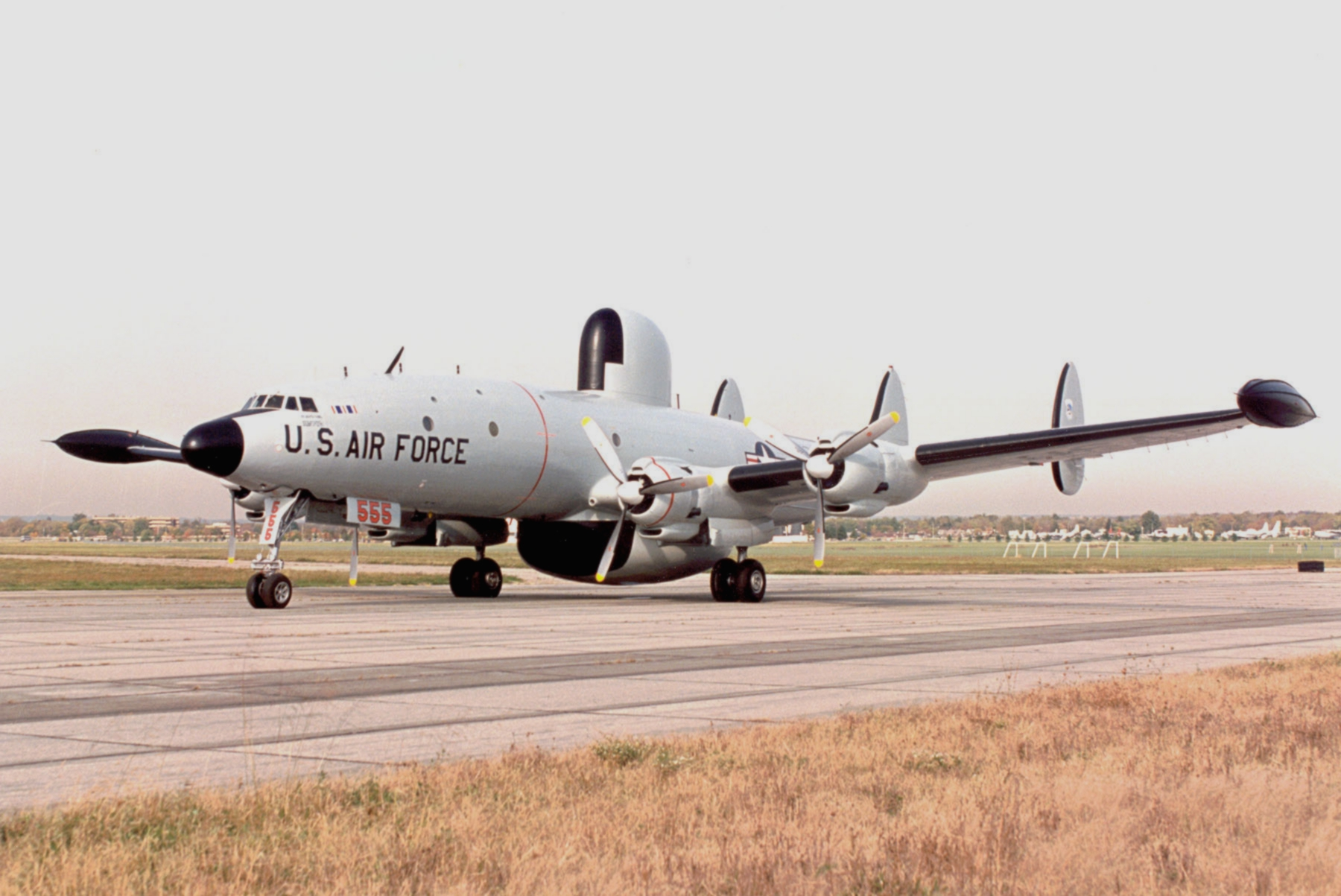
Lockheed EC-121 Warning Star
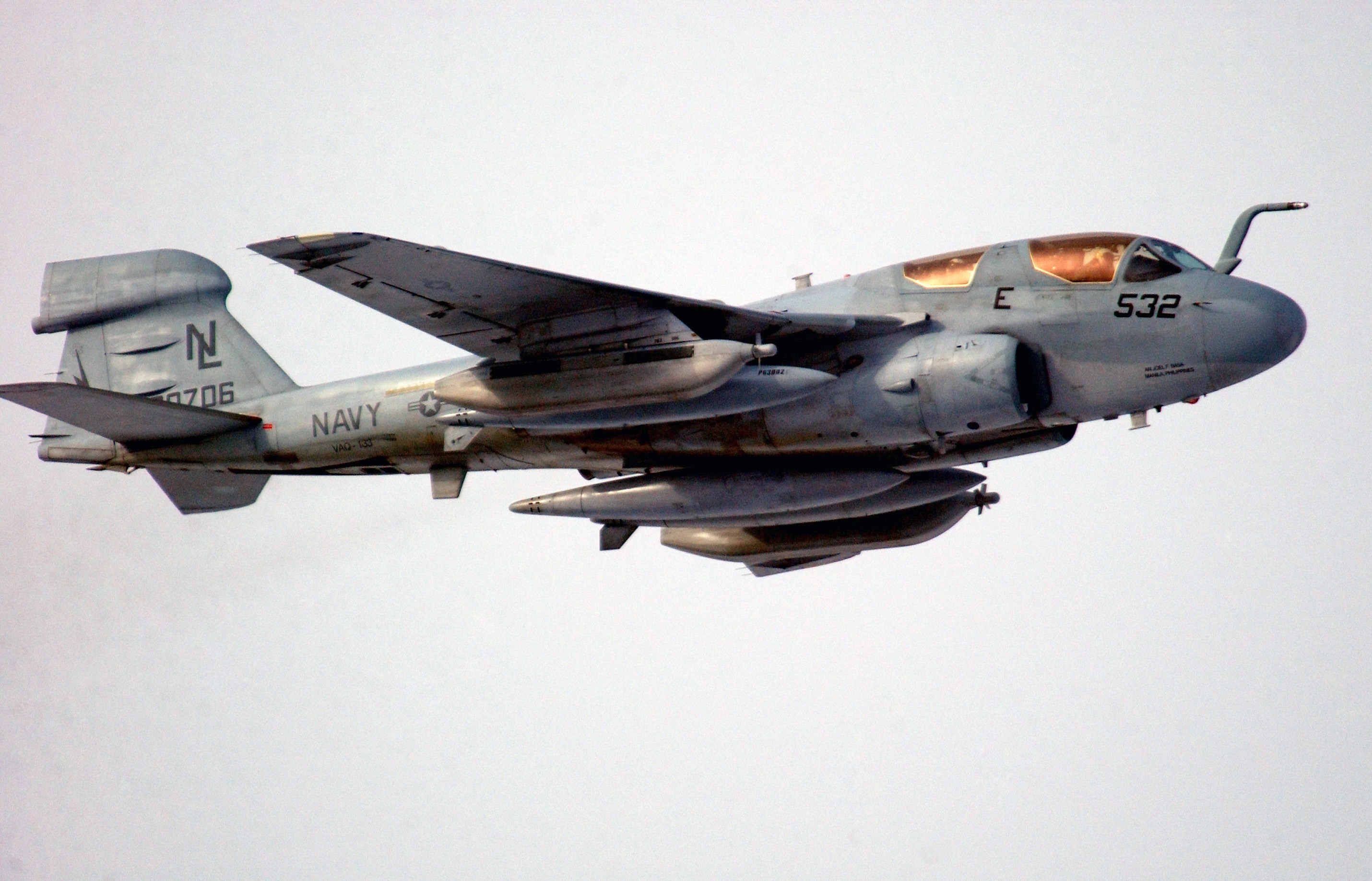
Grumman EA-6B Prowler
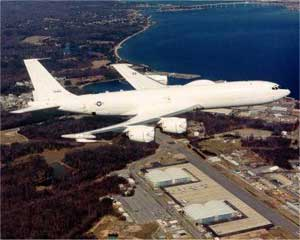
Boeing E-6 Mercury della U.S.Navy
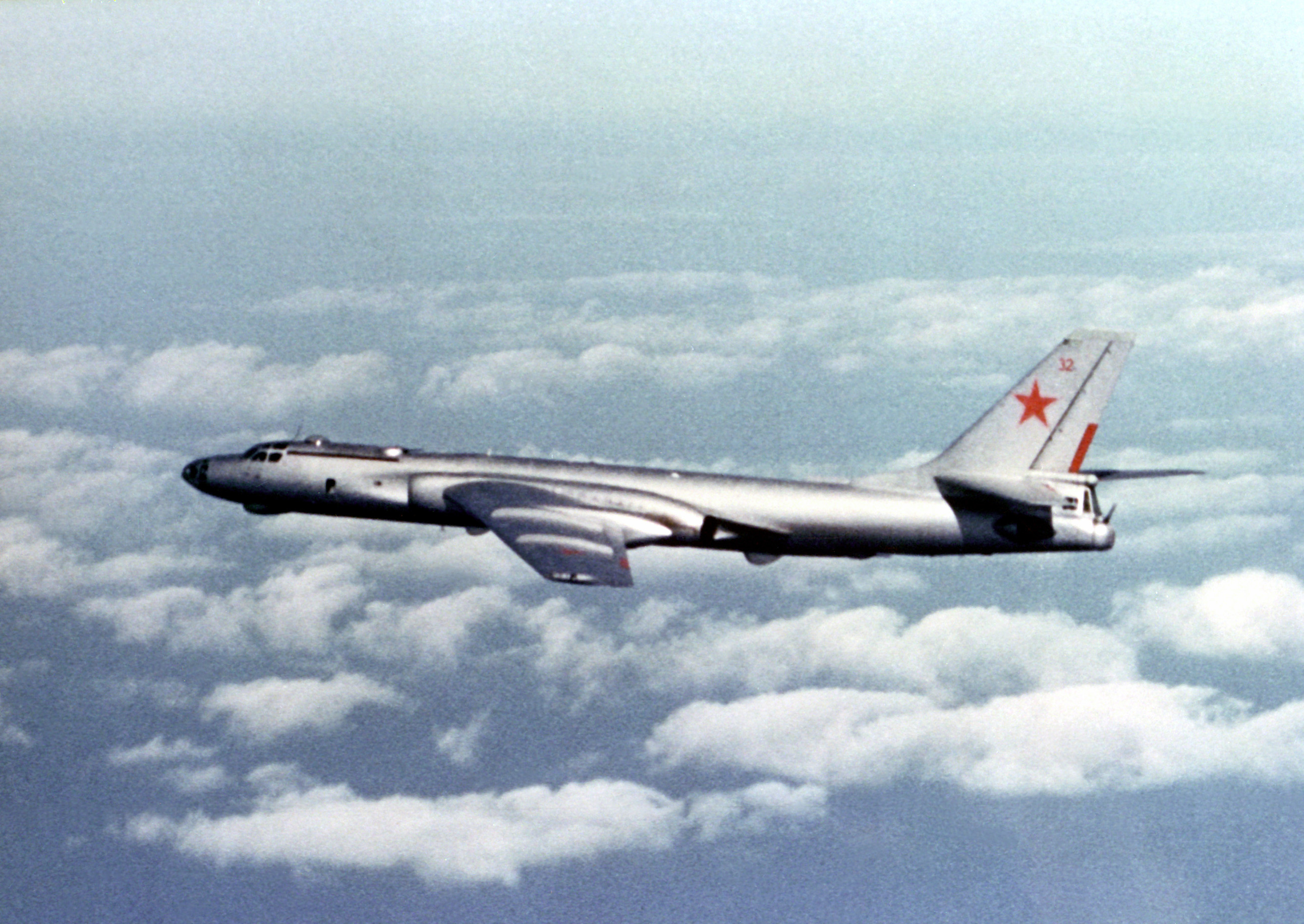
Tupolev Tu-16
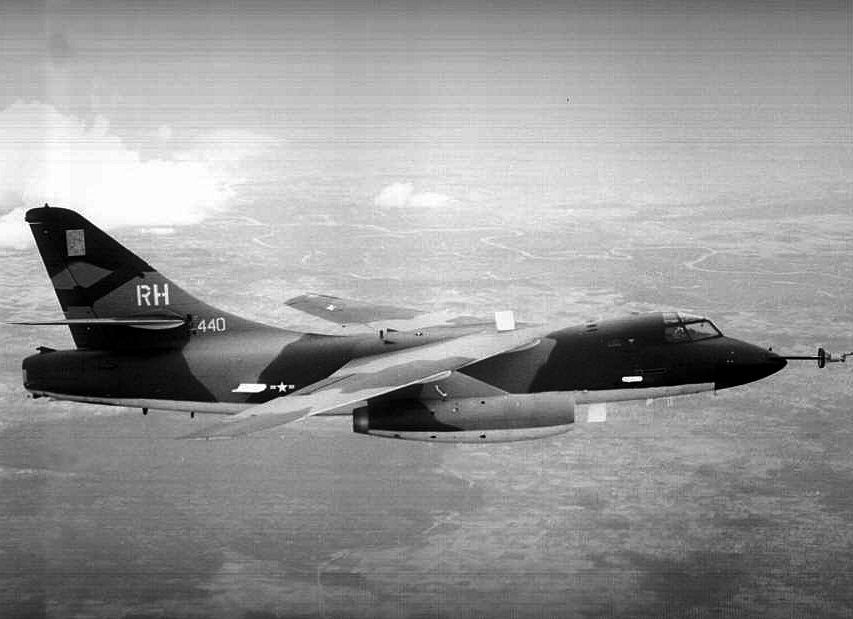
Douglas EB-66B
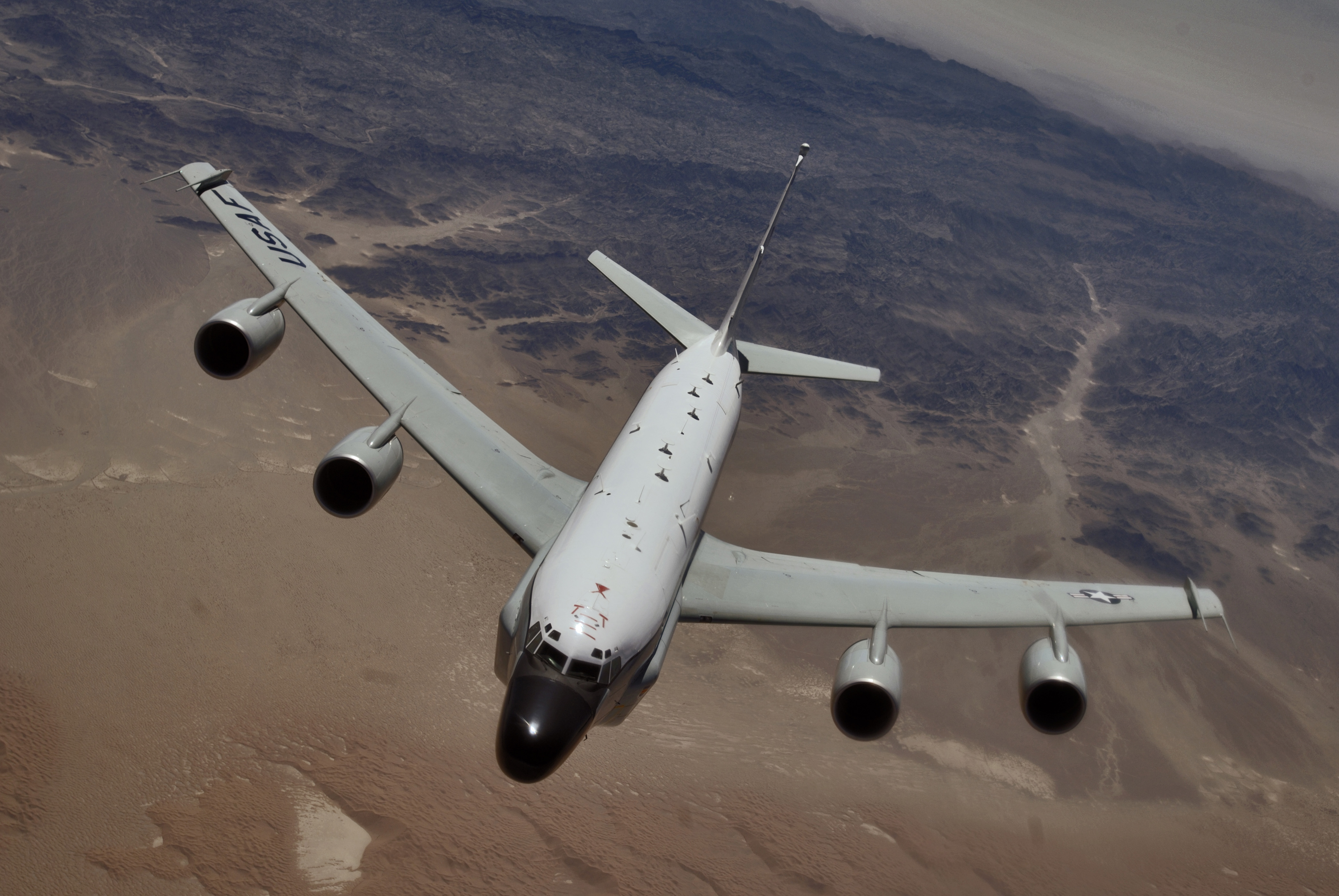
Boeing RC-135 "Rivet Joint"
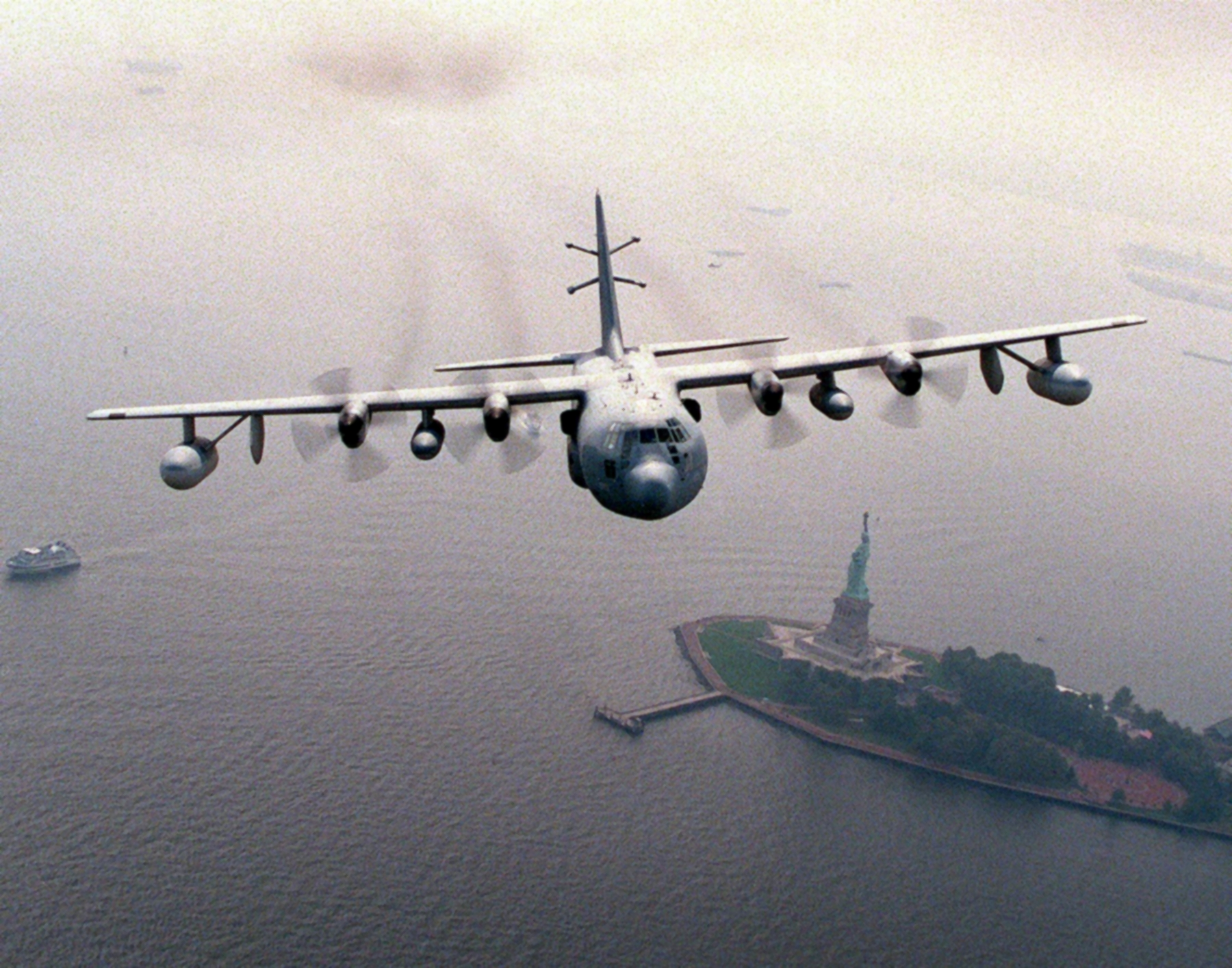
Lockheed EC-130E
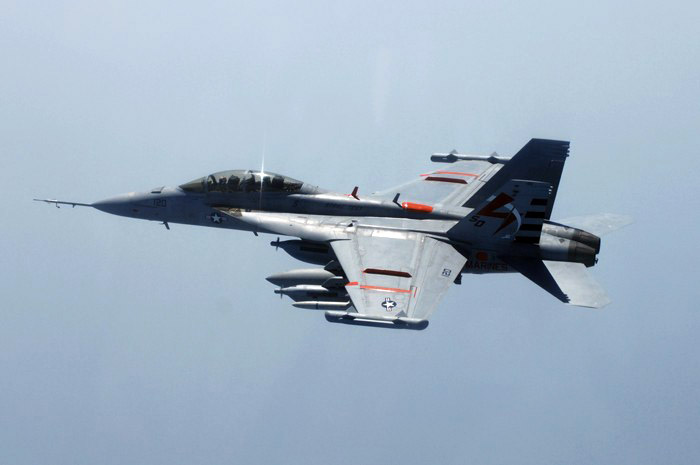
Boeing E/A-18G Growler

## Gli operatori
Gli "addetti ai lavori" del settore, tra di loro si chiamano scherzosamente "old crows" (vecchie cornacchie). Originariamente, durante la seconda guerra mondiale, gli ufficiali ECM delle forze alleate che avevano il compito di distruggere i radar e le comunicazioni erano denominati in codice "Raven" (Corvi) per motivi di sicurezza mirati a mantenere segreta la loro esistenza. Dopo la guerra, un gruppo di Raven divenne insegnante presso i corsi ECM del SAC presso la base McGuire AFB, New Jersey. Dalle cronache dell'epoca risulta che gli studenti cambiarono il nome in "Crow" (Cornacchia). Di seguito, tutti gli addetti all'attività presero a chiamarsi "old crows".
Il film del 1988 Bat*21 con Gene Hackman è basato sulla vera storia di Iceal Hambleton, un operatore alle contromisure elettroniche abbattuto durante la guerra del Vietnam nel corso di una missione su Douglas EB-66.